# Mohamed Nedali
Œuvres principales
Morceaux de choix : les amours d'un apprenti boucher
Grâce à Jean de La Fontaine
Le bonheur des moineaux
La maison de Cicine
Triste jeunesse
Compléments
Le jardin des pleurs
Mohamed Nedali, né à Tahannaout, dans la région de Marrakech en 1962, est un écrivain marocain et professeur de français.

## Biographie
Après des études secondaires à Marrakech, Mohamed Nedali complète sa formation en France (licence en lettres modernes ainsi qu’un diplôme de Cycle spécial à la Faculté des Lettres de l'université de Nancy II). Il a travaillé comme professeur de français depuis 1985  au lycée de Tahannaout. Aujourd'hui, il est écrivain à temps plein. 
Mohamed Nedali se démarque de la littérature francophone marocaine traditionnelle par une approche vécue de la réalité populaire.

## Publications
- Morceaux de choix : les amours d'un apprenti boucher, roman, Casablanca, Le Fennec, 2003 (Prix Grand Atlas 2005 de l'Ambassade de France), (Prix des lycéens, 2005; Prix International de la Diversité, Espagne, 2009).
- Kitae Moukhtara, Gharamyate Moutâllime Jazzar, traduction du français vers l'arabe par Mohamed Ennaji et Hassan Bourkia, éd. Le Fennec
- Grâce à Jean de La Fontaine, roman, Casablanca, Le Fennec, 2004.
- Le bonheur des moineaux, roman, Casablanca, Le Fennec, 2008. (rééd. L'Aube, 2009)
- La maison de Cicine, roman, Casablanca, Le Fennec, Casablanca 2010; (rééd. de l'Aube, France, 2011)
- Triste jeunesse, roman, Casablanca, Le Fennec, 2012 (Prix de La Mamounia 2012).
- Le jardin des pleurs, roman, Éditions de l'Aube, 2014.
- Évelyne ou le djihad, roman, Éditions de l'Aube, 2016.
- La bouteille au cafard, ou L'avidité humaine, roman, Éditions de l'Aube, 2018.
- Le poète de Safi, roman, Éditions la croisée des chemins, 2021.
- Il fait nuit chez les Berbères, roman, Éditions de l'Aube, 2025.